# A118 (Russland)
Die KAD (А118; kyrillisch КАД, Abkürzung für russisch Кольцевая Автомобильная Дорога/Kolzewaja Awtomobilnaja Doroga, dt. Ringautobahn) ist ein Autobahnring, der die russische Stadt Sankt Petersburg umschließt. Eine Besonderheit ist, dass sie in ihrem westlichen Abschnitt die Newabucht des Finnischen Meerbusens überquert. Die Streckenführung verläuft dabei über den Petersburger Damm. Zwischen der R21 und der R23 ist die A118 Teil der Europastraße E105.

## Geschichte
Die Bauarbeiten an diesem Damm begannen 1979. Zu Beginn der 1990er Jahre war eine zweispurige Straße fertiggestellt, die die Nordküste des Finnischen Meerbusens mit der Stadt Kronstadt auf der Insel Kotlin verband. Aufgrund von Finanzierungsschwierigkeiten wurden jedoch die Bauarbeiten 1992 eingestellt und erst 1998 wieder aufgenommen. Mit der Eröffnung des letzten Teilstückes am 11. August 2011 wurde das Projekt mit einer Gesamtlänge von 142,15 km nach jahrzehntelanger Bauzeit fertiggestellt und in Anwesenheit von Ministerpräsident Putin und der Gouverneurin von Sankt Petersburg, Walentina Matwijenko, dem Verkehr übergeben.

## Planungen
Seit einigen Jahren wird parallel zur A118 eine neue Ringautobahn geplant. Sie soll den Namen KAD-2 erhalten. Ziel der neuen Ringautobahn ist es, eine Entlastung für die A118 zu schaffen. Die Fertigstellung der neuen Ringautobahn ist für das Jahr 2035 geplant.

## Galerie

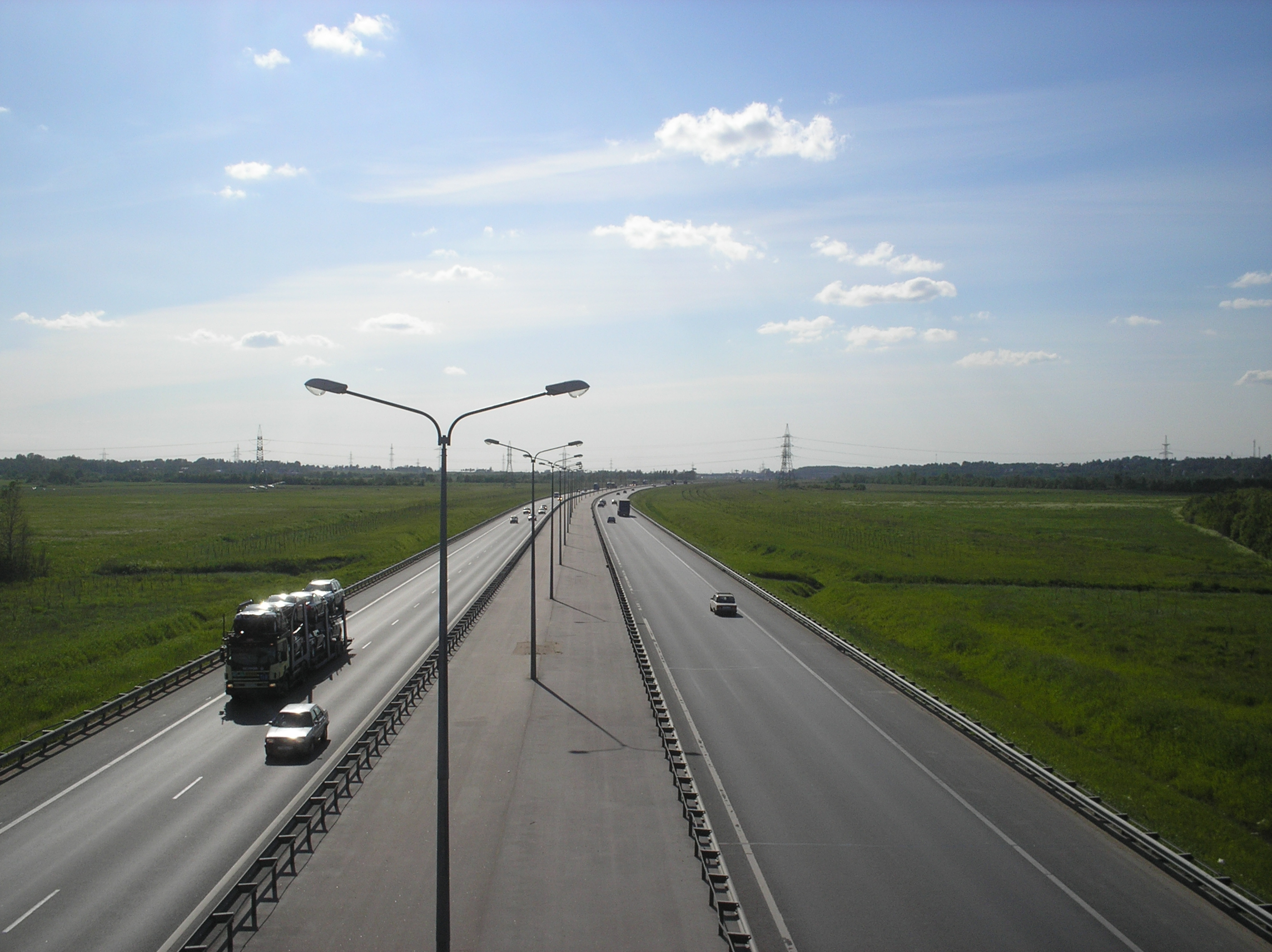
KAD bei Pargolowo (Wyborger Rajon)
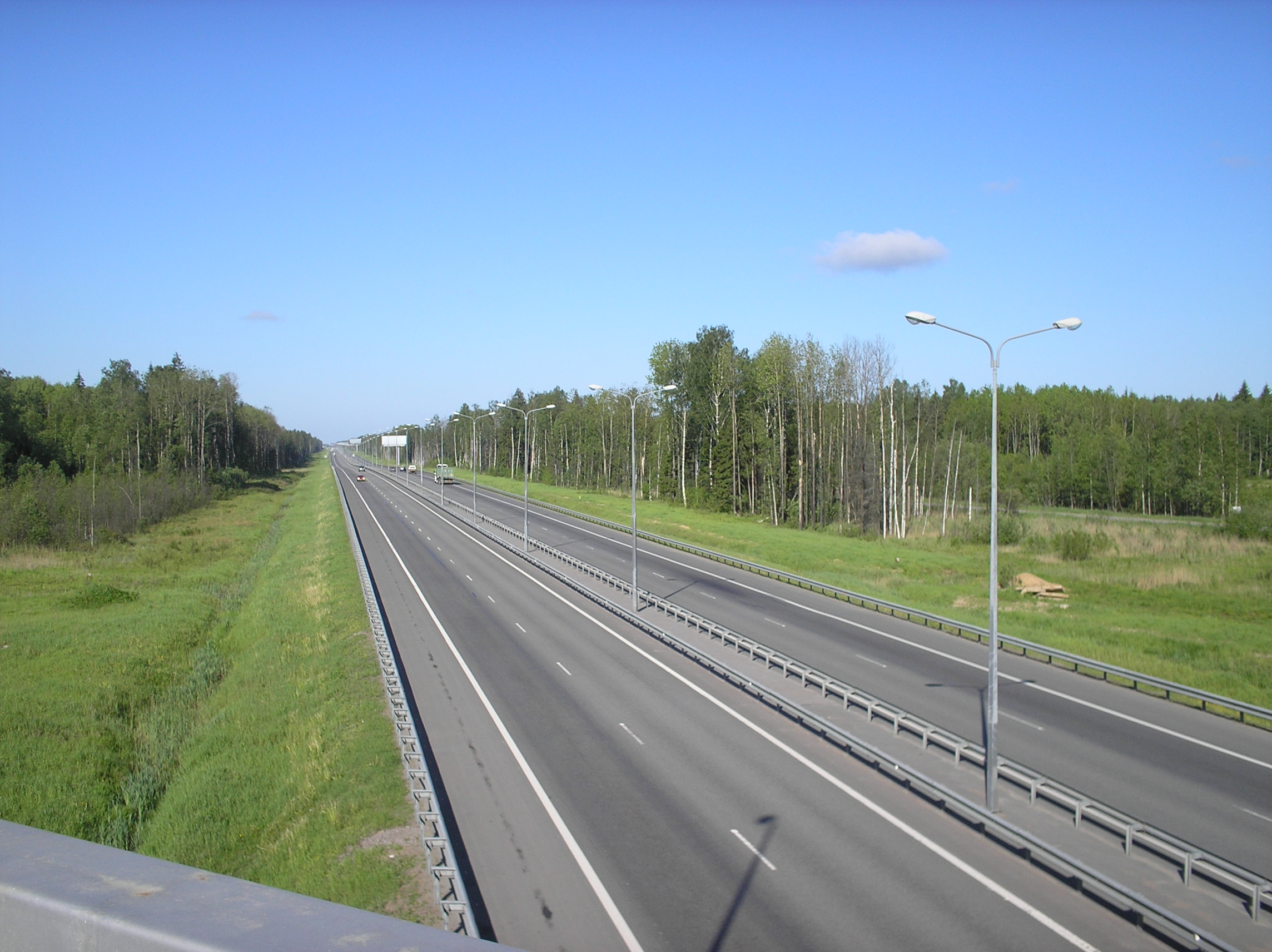
KAD bei Sestrorezk
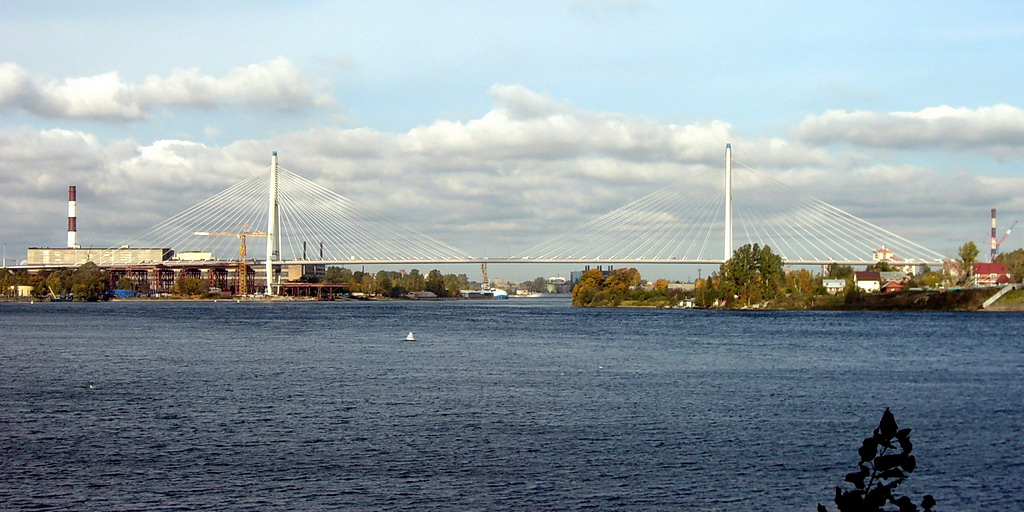
Große Obuchowski-Brücke
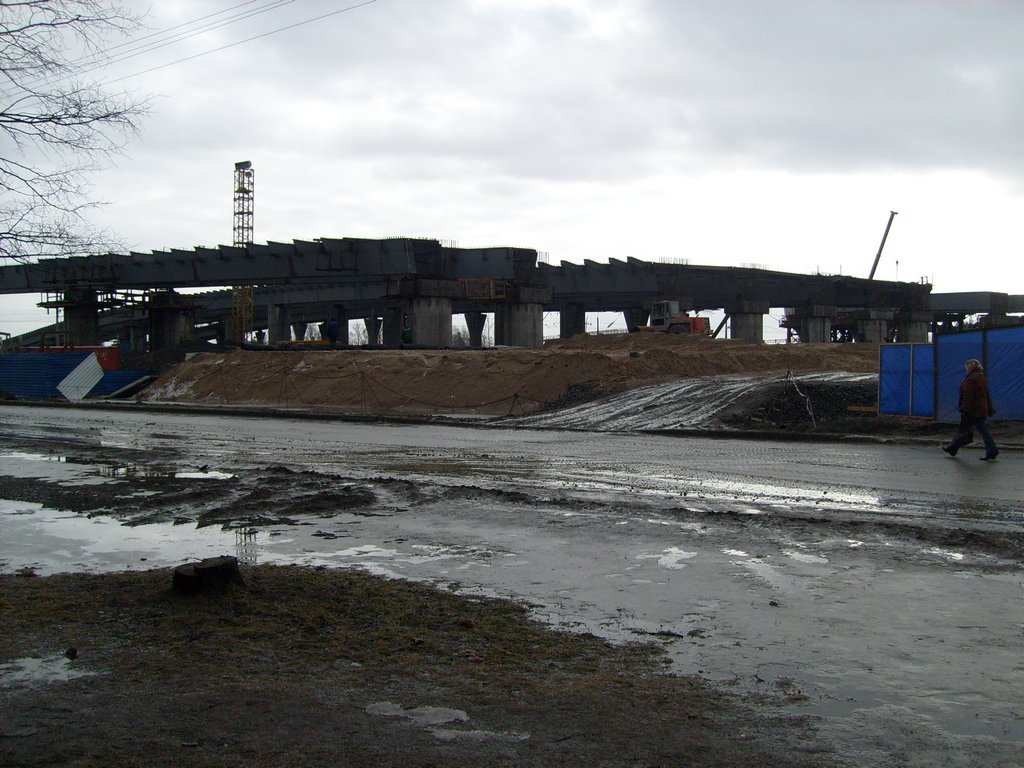
KAD-Baustelle am Datschny Prospekt
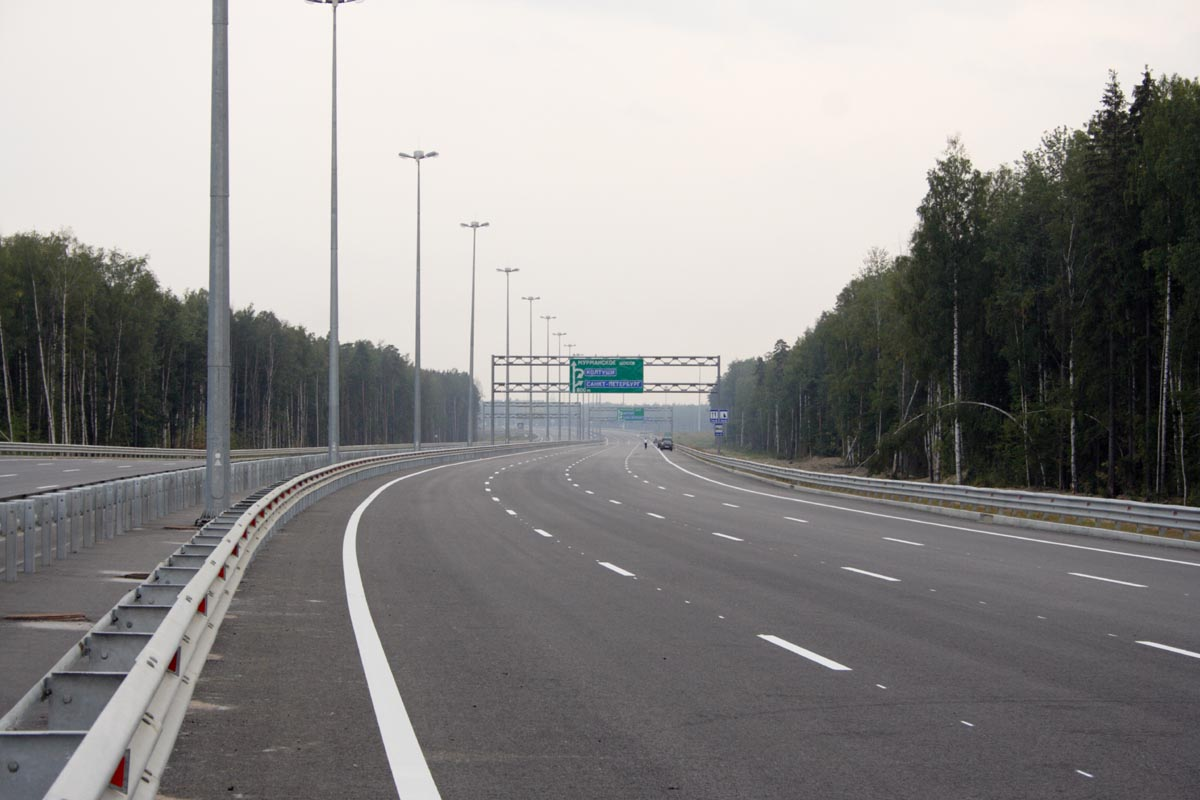
Die KAD bei Streckenkilometer 43 kurz vor der Eröffnung (August 2006)

## Verlauf
| km  |                  |            | stadteinwärts                            | stadtauswärts                           | Richtung                             |
| --- | ---------------- | ---------- | ---------------------------------------- | --------------------------------------- | ------------------------------------ |
| 1   | Autobahnausfahrt | A181 · E18 | Primorskoje schosse                      | Primorskoje schosse                     | Sestrorezk, Wyborg, Helsinki         |
| 10  | Autobahnkreuz    | SSD        | Sapadny skorostnoi diametr               | Sapadny skorostnoi diametr              | Wyborg, Helsinki                     |
| 13  | Autobahnausfahrt |            | Komendantskij prospekt                   |                                         |                                      |
| 18  | Autobahnausfahrt | 41A-180    | Wyborgskoje schosse                      | Wyborgskoje schosse                     | Sertolowo                            |
| 24  | Autobahnkreuz    | A121       | prospekt Engelsa                         |                                         | Priosersk, Sortawala                 |
| 28  | Autobahnausfahrt |            | prospekt Kultury                         |                                         |                                      |
| 30  | Autobahnausfahrt |            | Werkhnjaja uliza                         | Okhtinskaja Allee                       |                                      |
| 32  | Autobahnausfahrt | 41K-065    | Toksowskaja uliza, Graschdanski prospekt | Zentralnaja uliza                       | Toksowo                              |
| 34  | Autobahnkreuz    |            | Piskarjowskij prospekt                   | Murinskaja Doroga                       |                                      |
| 38  | Autobahnausfahrt |            | Schafirowskij prospekt                   |                                         |                                      |
| 39  | Autobahnausfahrt | 41K-064    | Rschewskaja uliza                        | Rjabowskoje schosse                     | Wsewoloschsk                         |
| 45  | Autobahnkreuz    | 41K-079    | Koltuschskoje schosse                    | Koltuschskoje schosse                   | Staraja                              |
| 51  | Autobahnkreuz    | P21 · E105 | Narodnaja uliza                          | Murmanskoje schosse                     | Petrosawodsk, Murmansk               |
| 56  | Autobahnausfahrt | 41K-078    | Oktjabrskaja Nabereschnaja               |                                         | Krasnaja Sarja                       |
|     |                  |            | Große Obuchowski-Brücke (Newabrücke)     |                                         |                                      |
| 57  | Autobahnausfahrt | 41K-121    | prospekt Obuchowskoi Oborony             | prospekt Obuchowskoi Oborony            | Otradnoje, Ust-Ischora               |
| 61  | Autobahnkreuz    |            | Sofijskaja uliza                         | Sofijskaja uliza                        | Kolpino                              |
| 65  | Autobahnkreuz    | M10 · E105 | Witebskij prospekt, Moskowskoje schosse  | Witebskij prospekt, Moskowskoje schosse | Weliki Nowgorod, Moskau              |
| 67  | Autobahnkreuz    |            |                                          | М11 Newa                                | Weliki Nowgorod, Moskau              |
| 68  | Autobahnkreuz    | P23 · E95  | Pulkowskoje schosse                      | Pulkowskoje schosse                     | Flughafen Pulkowo, Pskow, Riga, Kiew |
| 72  | Autobahnkreuz    | SSD        | Sapadny skorostnoi diametr               |                                         | Wyborg, Helsinki                     |
| 76  | Autobahnausfahrt |            | Nowo Kojrowskoje schosse                 |                                         |                                      |
| 80  | Autobahnkreuz    | A180 · E20 | Tallinnskoje schosse                     | Krasnoselskoje schosse                  | Krasnoje Selo, Kingissepp, Tallinn   |
| 84  | Autobahnausfahrt |            | Wolchonskoje schosse                     |                                         |                                      |
| 85  | Autobahnkreuz    | 41K-140    | Krasnoselskoje schosse                   | Krasnoselskoje schosse                  | Strelna, Ropscha                     |
| 93  | Autobahnkreuz    | 41K-138    | Ropschinskoje schosse                    | Ropschinskoje schosse                   | Marjino, Ropscha                     |
| 100 | Autobahnausfahrt |            |                                          |                                         | Nizino                               |
| 104 | Autobahnkreuz    | 41K-008    | Gostiliskoje schosse                     | Gostiliskoje schosse                    | Peterhof, Gostilizy                  |
| 106 | Autobahnausfahrt |            | Oranijenbaumskij prospekt                |                                         | Lomonossow                           |
| 116 | Autobahnausfahrt |            | Krasnoflotskoje schosse                  | Primorskoje schosse                     | Sosnowy Bor, Lomonossow              |
|     |                  |            | Petersburger Damm                        |                                         |                                      |
| 126 | Autobahnausfahrt |            | Kronstadtskoje schosse                   | Kronstadtskoje schosse                  | Kronstadt                            |
|     |                  |            | Petersburger Damm                        |                                         |                                      |
| 142 | Autobahnausfahrt | A181 · E18 | Primorskoje schosse                      | Primorskoje schosse                     | Sestrorezk, Wyborg, Helsinki         |